# مالاكاي فلين
مالاكاي فلين (بالإنجليزية: Malachi Flynn)‏ هو لاعب كرة سلة أمريكي يلعب في مركز لاعب هجوم خلفي في نادي تورونتو رابتورز.

## روابط خارجية
- مالاكاي فلين على موقع إن بي أي (الإنجليزية)
- مالاكاي فلين على موقع سبورتس رفرنس (الإنجليزية)
- مالاكاي فلين على موقع كرة السلة الأوروبية.كوم (الإنجليزية)
- مالاكاي فلين على موقع إي إس بي إن.كوم (الإنجليزية)
- مالاكاي فلين على موقع كلية كرة السلة في سبورتس رفرنس.كوم (الإنجليزية)
- مالاكاي فلين على موقع ريلجم (الإنجليزية)
- مالاكاي فلين على موقع بروبوليرز (الإنجليزية)
- مالاكاي فلين على موقع سبورتس رفرنس (الإنجليزية)